# Dicranota pretiosa
Dicranota pretiosa är en tvåvingeart som beskrevs av Alexander 1963. Dicranota pretiosa ingår i släktet Dicranota och familjen hårögonharkrankar. Inga underarter finns listade i Catalogue of Life.